# Synapsis satoi
Synapsis satoi là một loài bọ cánh cứng trong họ Bọ hung (Scarabaeidae).